# Слов'янські імена
Слов'янські імена — список типових етнічних слов'янських особових імен, характерних для всіх слов'янських племен.
Велике поширення на Русі, особливо дохристиянського періоду, мали двоосновні слов'янські імена з другим компонентом -волод (володіти), -мир (мирити), -мисл (мислити, думати), -слав (славити), -полк (народ, військо), -гост (приймати), -жир, -рад (радіти).

## Чоловічі імена
• Біломир;
• Білослав — білої (чистої) слави;
• Благовид — гарного виду;
• Благослав — гарної слави;
• Богдан — Богом даний;
• Боговір — той, що вірить у Бога;
• Богодар — Божий дар;
• Боголад — Божий лад;
• Богород — Богом народжений;
• Богосвят — освячений Богом;
• Богумил — Богу милий;
• Богумир — Божий мир;
• Богуслав — той, що славить Бога;
• Божедар — Божий дар;
• Божемир — Божий мир;
• Болеслав;
• Боримир — той, що бореться за мир;
• Боримисл — той, що бореться думкою;
• Борислав — славний борець;
• Бративой; 
• Братимир — той, що має мир з братами;
• Братислав; 
• Братомил — братам милий;
• Братослав — той, що славить братів;
• Брячислав;
• Боронислав — той, що боронить славу;
• Будивид — пробуджуючий вид;
• Будивой;
• Будислав — той, що пробуджує славу;
• Ведан — розумний, знаючий;
• Велемир — дуже мирний;
• Велемудр — дуже мудрий;
• Величар — величний;
• Вербан — вербовий;
• Вернислав — той, що повертає славу;
• Веселан — веселий;
• Витомир;
• Вишезор;
• Вишеслав — високої слави;
• Віродан — вірою даний;
• Віродар — дар віри;
• Вірослав — славний вірою;
• Вітомир;
• Владислав (Володислав) — той, що володіє славою;
• Вогнедар — дар вогню;
• Водограй;
• Водотрав — водяний і трав'яний;
• Воїслав — славний воїн;
• Волелюб — той, що любить волю;
• Володар;
• Володимир — володар світу;
• Вратислав (Воротислав) — той, що повертає славу;
• Всеволод — той, що володіє всім;
• Вселюб — той, що любить все;
• Вселюд;
• Всеслав — якого все славить;
• В'ячеслав;
• Гарнослав — гарний і славний;
• Гатуслав;
• Годомир